# 潘多省
潘多省（西班牙語：Departamento de Pando）是玻利維亞的一個省份，位於該國西北部亞馬遜雨林，省会为科維哈。全省面積为63,827平方公里，2024年人口数量为130,761人。
下分5縣。